# Carlos Toledo
Carlos Toledo   (Ciutat de Guatemala, 10 d'agost de 1919 - 13 d'abril de 1980), conegut amb el malnom Pepino, fou un futbolista guatemalenc de la dècada de 1940.
Pel que fa a clubs, defensà els colors de CSD Municipal durant tota la seva carrera. Fou internacional amb la selecció de Guatemala entre 1943 i 1953.
També fou entrenador de Municipal entre 1957 i 1961.